# 純真11歲
《純真11歲》（西班牙語：Voces Inocentes）是一部2004年上映的戰爭劇情片，由美國、墨西哥和波多黎各三方合作完成，以薩爾瓦多內戰為背景。這部片是基於薩爾瓦多作家奧斯卡·托雷斯（Óscar Torres）的童年生活改編而成。該片曾拿到2005柏林影展水晶熊獎最佳影片，代表墨西哥參賽奧斯卡最佳外語片。

## 劇情
劇中主角查瓦（Chava）是薩爾瓦多的一個11歲男孩，故事發生於80年代，當時薩爾瓦多處於政府軍和游擊隊的內戰中。那時凡年滿12歲的男孩就會被強制徵召入伍當童兵，因此12歲就成為每個男孩子不願面臨的年紀。查瓦的父親拋下妻子和3個年幼的孩子逃到美國，因此未成年的查瓦只好擔起家中男人責任的角色。隨著查瓦的12歲生日快來到，她和母親也愈來愈焦慮……

## 外部連結
- 互联网电影数据库（IMDb）上《Voces inocentes》的资料（英文）
- 爛番茄上《Innocent Voices》的資料（英文）
- Metacritic上《Innocent Voices》的資料（英文）
- 純真11歲Innocent Voices - Yahoo奇摩電影 （页面存档备份，存于）